# Steen Engelholt
Steen Lundahl Engelholt (23. september 1940 – 11. juni 1985) var en dansk jazzmusiker. Han spillede trombone i bl.a. Danmarks Radios Big Band og Nissen/Fjeldsted Swingtetten.